# CLOCK

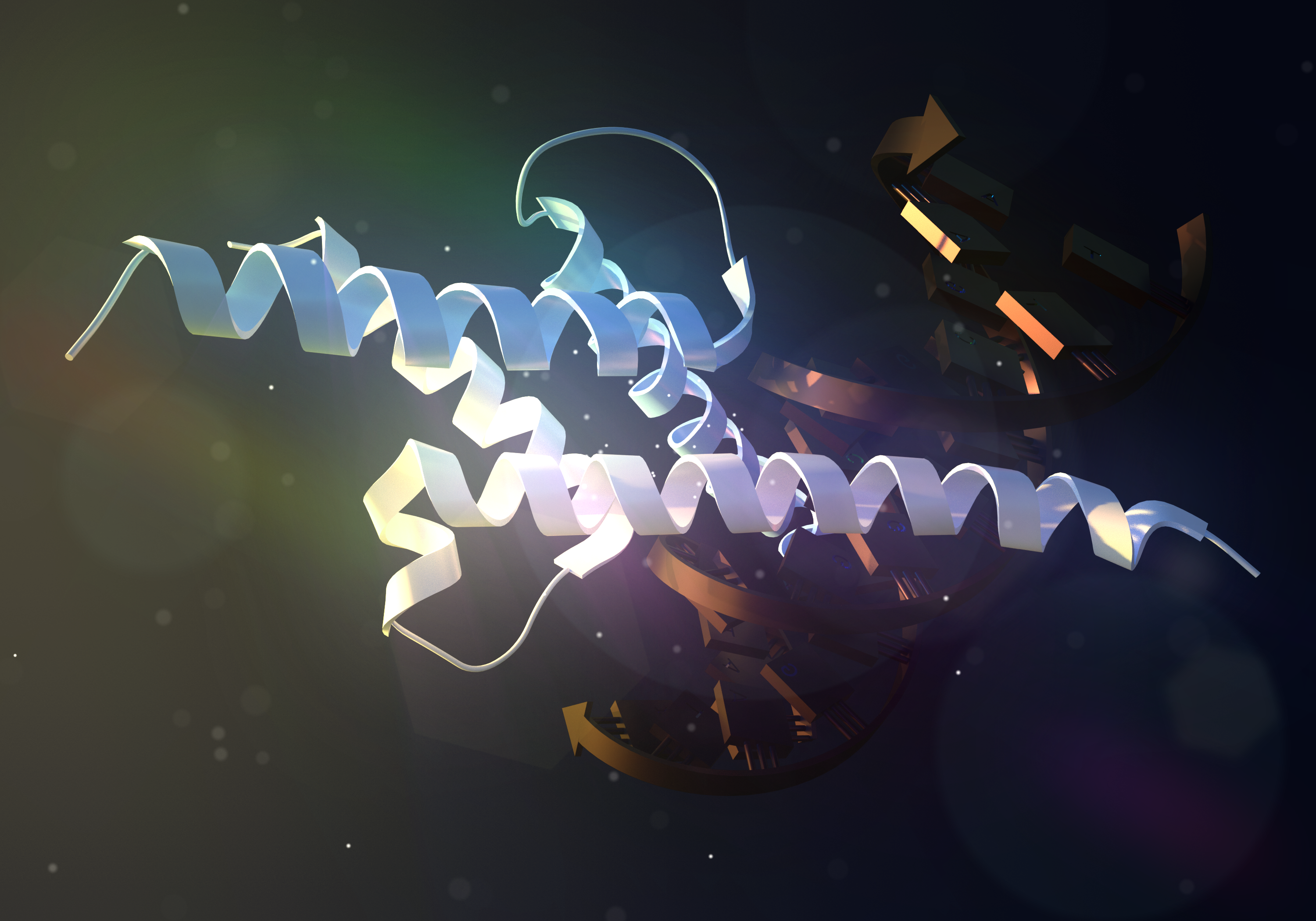
Estructura del regulador circadià CLOCK

CLOCK (acrònim de cicles de sortida de la locomotora circadiana kaput) és un gen que codifica un factor de transcripció bàsic hèlix-bucle-hèlix - PAS que se sap que afecta tant la persistència com el període dels ritmes circadians.
La investigació mostra que el gen CLOCK té un paper important com a activador d'elements aigües avall en la via crítica per a la generació de ritmes circadians.

## Descobriment
El gen CLOCK va ser identificat per primera vegada l'any 1997 per Joseph Takahashi i els seus col·legues. Takahashi va utilitzar el cribratge de mutagènesi avançada de ratolins tractats amb N-etil-N-nitrosourea per crear i identificar mutacions en gens clau que afecten àmpliament l'activitat circadiana. Els mutants CLOCK descoberts a través de la pantalla mostraven un període d'activitat diària anormalment llarg. Aquest tret va demostrar ser heretable. Els ratolins criats per ser heterozigots van mostrar períodes més llargs de 24,4 hores en comparació amb el període de control de 23,3 hores. Els ratolins homozigots per a la mutació van mostrar períodes de 27,3 hores, però finalment van perdre tota la ritmicitat circadiana després de diversos dies a la foscor constant. Això va demostrar que els "gens CLOCK intactes" són necessaris per a la funció circadiana normal dels mamífers.

## Funció
S'ha trobat que la proteïna CLOCK té un paper central com a factor de transcripció en el marcapassos circadià. A Drosophila, el CLOCK (CLK) recentment sintetitzat s'hipofosforila al citoplasma abans d'entrar al nucli. Un cop als nuclis, CLK es localitza en focus nuclears i després es redistribueix de manera homogènia. CYCLE (CYC) (també conegut com dBMAL per a l'ortòleg BMAL1 en mamífers) es dimeritza amb CLK mitjançant els seus respectius dominis PAS. A continuació, aquest dímer recluta la proteïna d'unió a CREB (CBP) coactivadora i es fosforila encara més. Un cop fosforilat, aquest complex CLK-CYC s'uneix als elements de la caixa E dels promotors del període (per) i atemporal (tim) mitjançant el seu domini bHLH, provocant l'estimulació de l'expressió gènica de per i tim. Un gran excés molar de proteïnes de període (PER) i atemporals (TIM) provoca la formació de l'heterodímer PER-TIM que impedeix que l'heterodímer CLK-CYC s'uneixi a les caixes E de per i tim, bloquejant essencialment la transcripció per i tim. CLK està hiperfosforilada quan la cinasa de doble temps (DBT) interacciona amb el complex CLK-CYC de manera dependent de PER, desestabilitzant tant CLK com PER, donant lloc a la degradació d'ambdues proteïnes. Aleshores, la CLK hipofosforilada s'acumula, s'uneix a les caixes E de per i tim i torna a activar la seva transcripció. Aquest cicle de fosforilació post-traduccional suggereix que la fosforilació temporal de CLK ajuda en el mecanisme de temporització del rellotge circadià.
Un model similar es troba en ratolins, en què BMAL1 es dimeritza amb CLOCK per activar la transcripció per i criptocroma (cry). Les proteïnes PER i CRY formen un heterodímer que actua sobre l'heterodímer CLOCK-BMAL per reprimir la transcripció de per i cry. L'heterodímer CLOCK:BMAL1 funciona de manera similar a altres complexos activadors transcripcionals; CLOCK:BMAL1 interactua amb els elements reguladors de la caixa electrònica. Les proteïnes PER i CRY s'acumulen i es dimereixen durant la nit subjectiva i es transloquen al nucli per interactuar amb el complex CLOCK:BMAL1, inhibint directament la seva pròpia expressió. Aquesta investigació s'ha realitzat i validat mitjançant anàlisi cristal·logràfica.
CLOCK presenta activitat histona acetil transferasa (HAT), que es veu millorada per la dimerització amb BMAL1. El doctor Paolo Sassone-Corsi i els seus col·legues van demostrar in vitro que l'activitat HAT mediada per CLOCK és necessària per rescatar els ritmes circadians dels mutants del rellotge.